# 9282 Lucylim
9282 Lucylim este un asteroid din centura principală de asteroizi.

## Descriere
9282 Lucylim este un asteroid din centura principală de asteroizi. A fost descoperit pe 6 martie 1981 la Siding Spring de Schelte J. Bus. Asteroidul prezintă o orbită caracterizată de o semiaxă mare de 2,17 ua, o excentricitate de 0,18 și o înclinație de 4,0° în raport cu ecliptica.